# يونتي (واجهة مستخدم)
يونتي (بالإنجليزية: Unity)‏ هي واجهة شل لبيئة سطح المكتب جنوم طورت من طرف كانونيكال ليمتد لصالح نظام التشغيل أوبونتو.يونتي بدأت مع إصدار نتبوك أوبونتو 10.10
وهي مصممة لاستخدام أكثر فعالية للمساحة نظراً لصغر حجم شاشة النتبوك بما في ذلك
على سبيل المثال، تبديل التطبيقات عموديا. خلافا لجنوم تجميعة البرامج KDE أو إكسفس (بالإنجليزية: Xfce)‏، يونتي ليست تجميعة تطبيقات وإنما صممت لتستعمل مع برامج +GTK.
تعتبر يونتي جزء من مشروع Aytana project ، وهي مبادرة لتحسين تجربة المستخدم في أوبونتو.بالإضافة إلى يونتي هناك مؤشرات التطبيق وغيرها من المشاريع مثل MeMenu، ونظام الإخطار notification system وNotifyOSD.

## التطوير
من تقاليد أوبونتو استخدام بيئة سطح المكتب جنوم الكاملة، المؤسس مارك شاتلوورث يبين الاختلافات الجوهرية مع مجموعة جنوم من خلال تجربة المستخدمين ليشرح لماذا أوبونتو سيستعمل يونتي كسطح مكتب افتراضي بدلا من جنوم ابتداء من أبريل 2011 مع أوبونتو 11.04.
في نوفمبر 2010 اوضح مدير مجتمع اوبونتو جونو بايكون أن أوبونتو سيواصل دعم جنوم ومختلف تطبيقاته، وأن أوبونتو الأمثل لجنوم. والفرق الوحيد كما يقول يمكن أن يونيتي شل مختلف عن جنوم.
أعلنت كانونيكال أنها طورت يونتي هندسيا لتعمل على أجهزة سطح المكتب مع جعلها الشل الافتراضي لأوبونتو نسخة 11.04.
جنوم غير مدمجة في أوبونتو 11.04، لأنه لم يتم الانتهاء من العمل على ذلك في الوقت الذي تم تجميد النسخة 11.04، لكنها ستكون متاحة عبر حزمة الأرشيف الشخصية، ويتوقع أن يكون ذلك في أوبونتو 11.10.
في نوفمبر 2010، أعلن مارك شاتلوورث عن وجود نية لتشغيل يونتي في نهاية المطاف على نظام وايلاند(بالإنجليزية: Wayland)‏ بدلا من النظام القائم حاليا باستخدامها نظام النافذة اكس (بالإنجليزية: X Window System)‏.

## التوفر
يونتي ودعم مشروع Ayatana موجهة أساسا لأوبونتو، فبالتاي كل الإصدارات الجديدة تعرض على اوبونتو.
خارج اوبونتو، حاولت توزيعات أخرى من لينكس ادماج يونتي بدرجات متفوتة من النجاح فمكونات Ayatana تتطلب تعديلات على مختلف التطبيقات الأخرى، مما يزيد من صعوبة وتعقيد دعمها من قبل المنصات الأخرى.
- آرتش لينكس (بالإنجليزية: Arch Linux)‏ يوفر العديد من مكونات Ayatana، بما في ذلك يونتي ويونتي ثنائية الأبعاد. ولكن اعتبارا من أبريل 2011 صارت معظم الإصدارات قديمة وعفا عليها الزمن.
- اعلنت فيدورا توزيعة لينكس للمهتمين أنها ستدعم يونتي في اصداراتها ابتداء من فيدورا 15.
- فريجالوار(بالإنجليزية: Frugalware)‏ إحدى توزيعات لينكس تبنى مكونات Ayatana ، بما في ذلك يونتي ويونتي ثنائية الأبعاد كجزء من مخطط التطوير للنسخات القادمة.
- أوبن سوزي (بالإنجليزية: openSUSE)‏ توزيعة لينكس تدعم الكثير من مكونات Ayatana لصالح جنوم، ولكن يونتي ما زالت في انتظار الدمج فالمبرمجون يواجهون مشاكل مع كومبيز (بالإنجليزية: Compiz)‏ بشكل أساسي.

## يونتي مقابل يونتي ثنائية الابعاد

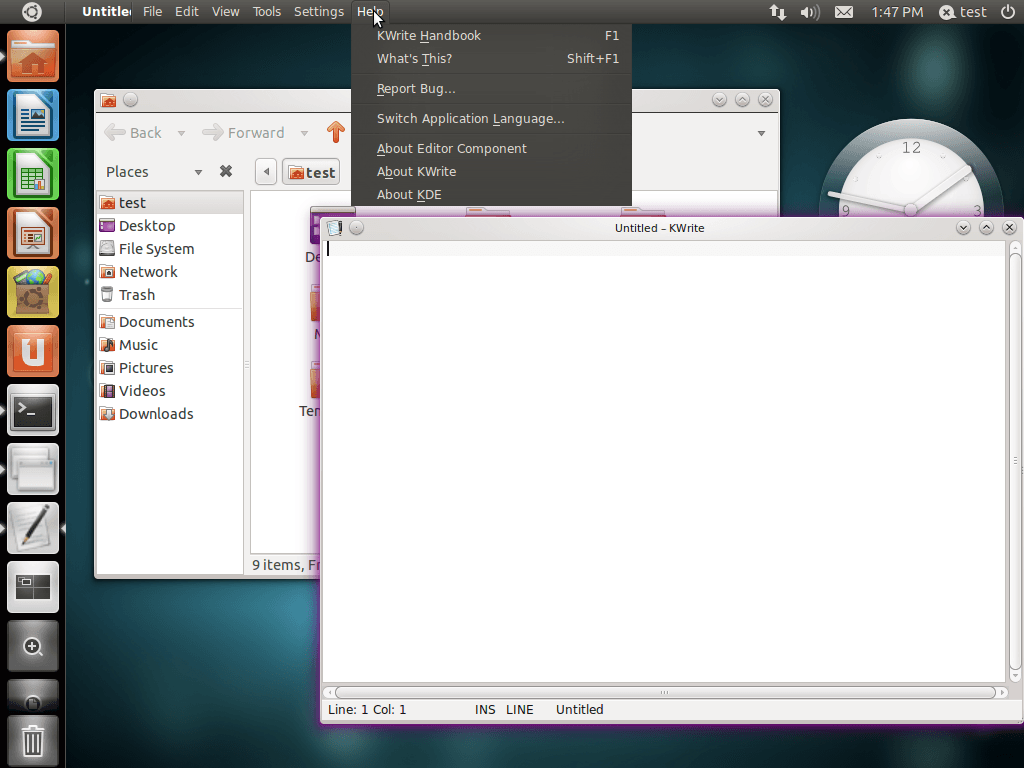
عرض قدرة يونتي ثنائية الابعاد على الاشتغال جنبا إلى جنب مع نوافذ أخرى من بيئة سطح المكتب

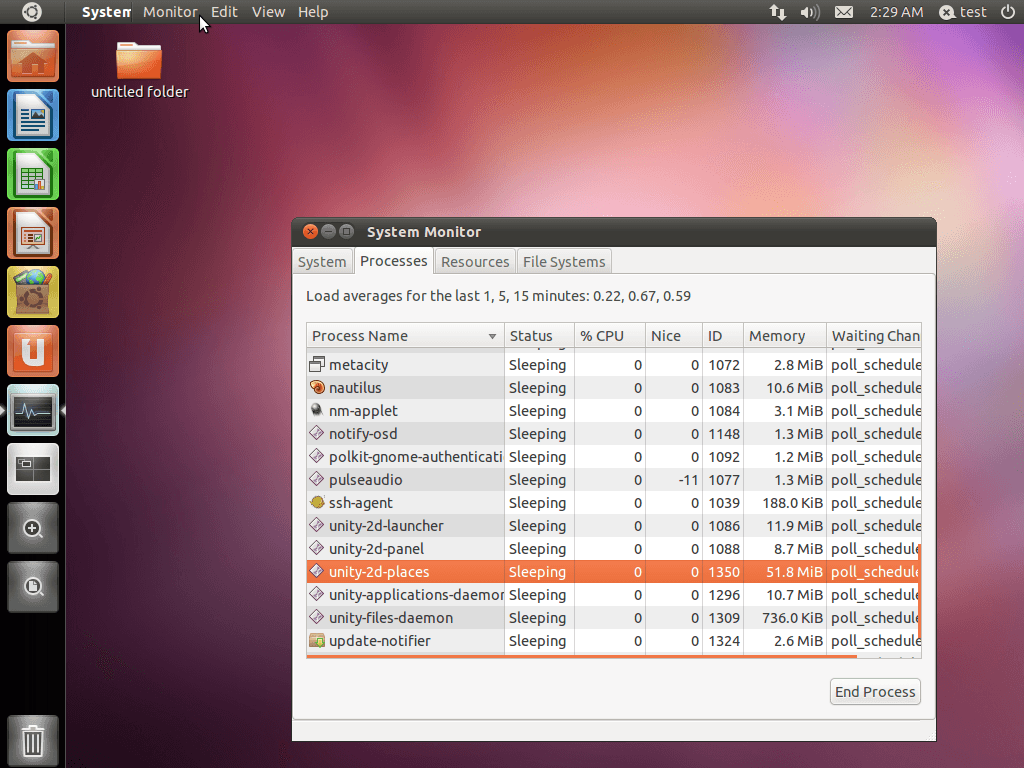
استهلاك يونتي ثنائية الأبعاد من ذاكرة الوصول العشوائي

حافظت كانونيكال على نسختين منفصلتين من يونتي يكاد لا يمكن التفريق بينهما بالعين المجردة ولكن هما مختلفتان كليا من الناحية التقنية.
يونتي مبرمجة كإضافة في compiz ومكتوبة بلغة سي ++ وفالا (بالإنجليزية: Vala)‏ وتستعمل نوع من مكتبة الرسوميات المفتوحة غير معروف بكثرة يسمى نيكس (بالإنجليزية: Nux)‏ هذه الإضافة تعطي ليونتي تسارع للجرافيك متوافق مع الأنظمة.
يونتي ثنائية الابعاد هي مجموعة من التطبيقات المنفردة.و هي مكتوبة بلغة واجهة المستخدم الرسومية QML بناء على بيئة كيوتي (بالإنجليزية: Qt)‏.افتراضيا يونتي ثنائية الأبعاد تستخدم مدير النوافذ ميتاسيتي (بالإنجليزية: Metacity)‏و لكن يمكن أن تستخدم مير نوافذ متسارع مثل كومبيز (بالإنجليزية: Compiz)‏ أو كوين (بالإنجليزية: KWin)‏.
يونتي ثنائية الأبعاد ستعوض بيئة سطح المكتب جنوم الكلاسيكية ودعم للمستخدمين الذين لا تستطيع أجهزتهم تشغيل يونتي ثلاثية الأبعاد، ابتداءً من اوبونتو 11.10.

## الترخيص
يونتي عبارة عن برنامج مجاني صدر تحت شروط ترخيص جنو العمومية ر ج ع إ3 ورخصة جنو العمومية الصغرى ر ج ع ص إ3 على الرغم من هذا فإن برنامج يونتي يخضع لشروط استخدام كانونيكال ليمتد، مما يتطلب المساهمة لإعطاء شروط الاستخدام وهو ما يتيح لكانونيكال إصدار يونتي تحت تراخيص مختلفة.

## الإصدارات
إن تصميم وطريقة عمل يونتي كانا مثيرين للجدل منذ البداية ونتيجة لذلك فقد كتب العديد من مقيمي البرامج والخبراء حول الموضوع باحثين عن الأخطاء الموجودة فيها ومحاولين ابراز محدوديتها، وبالرغم من ذلك هناك من الخبراء من اعتبر هذا المشروع هو تحسن وتقدم نحو جنوم 2 مما يزيد من احتمال تحسين وتطوير يونتي عبر الوقت.
2010
بعد وقت قصير من كشف النقاب عن إصدار مبكر جدا من يونتي في صيف عام 2010، لاحظ بول ريان من آرس تكنيكا ظهور مشاكل في طريقة تشغيل التطبيقات الإضافية التي ليست على شريط التطبيقات. وأشار أيضا إلى عدد من الأخطاء، بما في ذلك عدم وجود وسائل لتعقب التطبيقات التي كانت مفتوحة، جنبا إلى جنب مع غيرها من التعديلات.ولاحظ أن العديد من هذه الأخطاء ترجع على الأرجح إلى مرحلة مبكرة في عملية التطوير وتوقع ان تتحسن بمرور الوقت. واختتم بول إيجابيا، "تجربتنا لنموذج من يونتي يقودنا إلى الاعتقاد بأن المشروع يتمتع بإمكانات كبيرة ويمكن أن يجلب الكثير من القيمة إلى الإصدار النتبوك لأوبونتو.أسلوب بصري فريد من نوعه بخلطة جميلة مع أوبونتو الافتراضي الجديد ونموذجها التفاعل الأساسي يبدو مقنع ومناسب تماما للشاشات الصغيرة.

## وصلات خارجية
- الموقع الرسمي
- متطلبات الجهاز الرسمية